# Chiesa di San Biagio a Gravilona
La chiesa di San Biagio si trova in località Gravilona, nel comune di Castel del Piano.

## Storia e descrizione
È attestata già nel 1188 e nel 1198 come proprietà dell'abbazia di San Salvatore.
Consolidata nel 1739 e restaurata nel primo decennio del XX secolo, mostra un paramento in pietra. Nella facciata si trova un elementare portale a tutto sesto con soprastante oculo; da esso si accede ad un interno a pianta rettangolare coperto a capriate.
Nella zona absidale si aprono quattro monofore strombate.